# Liste der Monuments historiques in Charency-Vezin
Die Liste der Monuments historiques in Charency-Vezin führt die Monuments historiques in der französischen Gemeinde Charency-Vezin auf.

## Liste der Immobilien
| Bezeichnung | Beschreibung                                | Standort                          | Kennzeichnung | Schutzstatus | Datum | Bild           |
| ----------- | ------------------------------------------- | --------------------------------- | ------------- | ------------ | ----- | -------------- |
| Beinhaus    | aus der zweiten Hälfte des 16. Jahrhunderts | Charency, auf dem Friedhof (Lage) | PA00106008    | Classé       | 1990  | weitere Bilder |

## Liste der Objekte
| Bezeichnung                                | Beschreibung                                                    | Standort                                   | Kennzeichnung | Schutzstatus | Datum | Bild |
| ------------------------------------------ | --------------------------------------------------------------- | ------------------------------------------ | ------------- | ------------ | ----- | ---- |
| Skulptur Madonna mit Kind                  | Lindenholz, farbig gefasst, 14. oder 15. Jahrhundert            | Vezin, in der Kirche Ste-Hélène (Lage)     | PM54001122    | Classé       | 1995  |      |
| Kruzifix                                   | Eichenholz, farbig gefasst, 16. oder 17. Jahrhundert            | Vezin, in der Kirche Ste-Hélène (Lage)     | PM54001453    | Inscrit      | 1990  |      |
| Zwei Skulpturen: Petrus und Paulus         | Eichenholz, farbig gefasst, um 1700                             | Vezin, in der Kirche Ste-Hélène (Lage)     | PM54001455    | Inscrit      | 1990  |      |
| Skulptur Heiliger Donatus von Münstereifel | Eichenholz, farbig gefasst, 18. Jahrhundert                     | Vezin, in der Kirche Ste-Hélène (Lage)     | PM54001456    | Inscrit      | 1990  |      |
| Weihwasserbecken                           | Gusseisen, 16. Jahrhundert                                      | Vezin, in der Kirche Ste-Hélène (Lage)     | PM54000134    | Classé       | 1955  |      |
| Skulptur Christus in der Rast              | Stein, zweite Hälfte des 16. Jahrhunderts                       | Charency, im Beinhaus (Lage)               | PM54000135    | Classé       | 1965  |      |
| Skulptur Heilige Helena                    | Stein, farbig gefasst, erste Hälfte des 15. Jahrhunderts        | Vezin, in der Kirche Ste-Hélène (Lage)     | PM54001289    | Classé       | 2005  |      |
| Skulptur Heiliger Quirinus                 | Holz, farbig gefasst, versilbert und vergoldet, 18. Jahrhundert | Vezin, in der Kapelle St-Cuny (Lage)       | PM54001458    | Inscrit      | 1996  |      |
| Pietà                                      | Eichenholz, farbig gefasst, 17. Jahrhundert                     | Vezin, in der Kirche Ste-Hélène (Lage)     | PM54001454    | Inscrit      | 1990  |      |
| Relief Kreuzigungsgruppe                   | Kalkstein, 16. Jahrhundert                                      | Vezin, außen an der Kapelle St-Cuny (Lage) | PM54001457    | Inscrit      | 1990  |      |